# Tom Bradshaw (football, 1992)
Pour les articles homonymes, voir Tom Bradshaw et Bradshaw.
Thomas William C. Bradshaw, né le 27 juillet 1992 à Shrewsbury, est un footballeur international gallois qui évolue au poste d'attaquant à Oxford United.

## Biographie

### En club
Il inscrit 17 buts en League One avec Walsall lors de la saison 2014-2015.
Le 11 août 2015, il inscrit un triplé avec Walsall sur la pelouse de Nottingham, lors d'un match de Coupe de la Ligue.
Le 14 juillet 2016, il rejoint Barnsley.
Le 23 août 2018, Bradshaw est prêté pour une saison au Millwall FC. Le 3 janvier 2019, il s'engage de manière permanente avec le club de Millwall.

### En équipe nationale
Le 28 mars 2016, il honore sa première sélection avec l'équipe nationale galloise lors d'un match amical contre l'Ukraine.